# Cuaternión hiperbólico
| × | 1 | i  | j  | k  |
| - | - | -- | -- | -- |
| 1 | 1 | i  | j  | k  |
| i | i | +1 | k  | −j |
| j | j | −k | +1 | i  |
| k | k | j  | −i | +1 |

En el campo del álgebra abstracta, el álgebra de los cuaterniones hiperbólicos es un álgebra no asociativa sobre los números reales con elementos de la forma
{\displaystyle q=a+bi+cj+dk,\quad a,b,c,d\in \mathbb {R} \!}
donde los cuadrados de i, j y k son +1 y los elementos distintos de {i, j, k} se multiplican con la propiedad anticonmutativa.
El álgebra de cuatro dimensiones de los cuaterniones hiperbólicos incorpora algunas de las características del álgebra más antigua y más grande de los bicuaterniones. Ambos contienen subálgebras isomorfas al plano hiperbólico. Además, así como el álgebra de los cuaterniones H puede verse como una unión de planos complejos, el álgebra de los cuaterniones hiperbólicos es un haz de números complejos divididos que comparten la misma recta real.
Alexander Macfarlane promovió este concepto en la década de 1890 como su "álgebra de la física", primero a través de la Asociación Estadounidense para el Avance de la Ciencia en 1891, posteriormente a través de su libro de cinco "Artículos sobre análisis espacial" de 1894, y en una serie de conferencias en la Universidad de Lehigh en 1900.

## Estructura algebraica
Al igual que los cuaterniones, el conjunto de los cuaterniones hiperbólicos forma un espacio vectorial sobre los números reales de dimensión 4. Una combinación lineal
{\displaystyle q=a+bi+cj+dk}
es un cuaternión hiperbólico cuando {\displaystyle a,b,c,} y {\displaystyle d} son números reales y el conjunto de bases {\displaystyle \{1,i,j,k\}} tiene estos productos:
{\displaystyle ij=k=-ji}
{\displaystyle jk=i=-kj}
{\displaystyle ki=j=-ik}
{\displaystyle i^{2}=j^{2}=k^{2}=+1}
Usando la distributividad, estas relaciones se pueden usar para multiplicar dos cuaterniones hiperbólicos cualesquiera.
A diferencia de los cuaterniones ordinarios, los cuaterniones hiperbólicos no poseen la propiedad asociativa. Por ejemplo, {\displaystyle (ij)j=kj=-i}, mientras que {\displaystyle i(jj)=i}. De hecho, este ejemplo muestra que los cuaterniones hiperbólicos ni siquiera son un álgebra alternativa.
Las primeras tres relaciones muestran que los productos de los elementos de la base (no reales) son anticonmutativo. Aunque este conjunto base no forma un grupo, el conjunto
{\displaystyle \{1,i,j,k,-1,-i,-j,-k\}}
forma un bucle, es decir, un cuasigrupo con un elemento de identidad. También se observa que cualquier subplano del conjunto M de los cuaterniones hiperbólicos que contenga el eje real forma un plano de números complejos divididos. Si
{\displaystyle q^{*}=a-bi-cj-dk}
es el conjugado de {\displaystyle q}, entonces el producto
{\displaystyle q(q^{*})=a^{2}-b^{2}-c^{2}-d^{2}}
es la forma cuadrática utilizada en la teoría del espacio-tiempo. De hecho, para los eventos p y q, la forma bilineal
{\displaystyle \eta (p,q)=-p_{0}q_{0}+p_{1}q_{1}+p_{2}q_{2}+p_{3}q_{3}}
surge como el negativo de la parte real del producto de cuaterniones hiperbólicos pq* y se utiliza en el espacio de Minkowski.
Téngase en cuenta que el conjunto de unidades U = {q : qq* ≠ 0 } no está cerrado bajo la multiplicación (consúltense los enlaces externos para obtener más detalles).

## Discusión
Los cuaterniones hiperbólicos forman un álgebra no asociativa. La carencia de asociatividad en esta álgebra reduce la facilidad de esta álgebra en la teoría de la transformación. Sin embargo, se centra en la cinemática analítica al sugerir un modelo matemático:
cuando se selecciona un vector unitario r en los cuaterniones hiperbólicos, entonces r 2 = +1. El plano {\displaystyle D_{r}=\lbrace t+xr:t,x\in R\rbrace } con multiplicación de cuaterniones hiperbólicos es una subálgebra conmutativa y asociativa isomorfa al plano de los números complejos divididos.
El versor hiperbólico {\displaystyle \exp(ar)=\cosh(a)+r\sinh(a)} transforma Dr mediante
{\displaystyle {\begin{aligned}t+xr&&\mapsto \quad &\exp(ar)(t+xr)\\&&=\quad &(\cosh(a)t+x\sinh(a))+(\sinh(a)t+x\cosh(a))r.\end{aligned}}}
Dado que la dirección r en el espacio es arbitraria, esta multiplicación hiperbólica de cuaterniones puede expresar cualquier transformación de Lorentz usando el parámetro a llamado rapidez. Sin embargo, el álgebra de los cuaterniones hiperbólicos es deficiente para representar el grupo de Lorentz completo (véase el artículo sobre los bicuaterniones).
Al escribir en 1967 sobre el diálogo sobre métodos vectoriales en la década de 1890, el historiador Michael J. Crowe comentó que
La introducción de otro sistema de análisis vectorial, incluso una especie de sistema de compromiso como el de Macfarlane, difícilmente pudo ser bien recibido por los defensores de los sistemas ya existentes y, además, probablemente actuó para ampliar la cuestión más allá de la comprensión de los lectores aún no iniciados.

## Geometría
Posteriormente, Macfarlane publicó un artículo en las Actas de la Royal Society de Edimburgo en 1900. En él trata un modelo de espacio hiperbólico H3 sobre un hiperboloide:
{\displaystyle H^{3}=\{q\in M:q(q^{*})=1\}.}
Este modelo isótropo se llama modelo hiperboloídico y consta de todos los versores hiperbólicos en el anillo de los cuaterniones hiperbólicos.

## Reseña histórica
La década de 1890 sintió la influencia de las publicaciones póstumas de W. K. Clifford y de los grupos continuos de Sophus Lie. Un ejemplo de grupo uniparamétrico es el versor hiperbólico con el parámetro ángulo hiperbólico. Este parámetro es parte de la descomposición polar de un número complejo dividido. Pero es un aspecto sorprendente de las matemáticas finitas lo que hace que el anillo de los cuaterniones hiperbólicos sea diferente:
La base {\displaystyle \{1,\,i,\,j,\,k\}} del espacio vectorial de los cuaterniones hiperbólicos no es cerrado bajo la multiplicación: por ejemplo, {\displaystyle ji=-\!k}. Sin embargo, el conjunto {\displaystyle \{1,\,i,\,j,\,k,\,-\!1,\,-\!i,\,-\!j,\,-\!k\}} está cerrado bajo la multiplicación. Satisface todas las propiedades de un grupo abstracto excepto la propiedad de asociatividad. Al ser finito, es un cuadrado latino o cuasigrupo, una estructura matemática periférica. La carencia de la propiedad asociativa de la multiplicación como se encuentra en la teoría de cuasigrupos no es consistente con el álgebra lineal, ya que todas las transformaciones lineales se componen de manera asociativa. Sin embargo, los físicos pedían en la década de 1890 que la mutación de los cuadrados de {\displaystyle i}, {\displaystyle j} y {\displaystyle k} fuera {\displaystyle +1} en lugar de {\displaystyle -1}: el físico de la Universidad Yale Josiah Willard Gibbs tenía folletos con el cuadrado más uno en su sistema vectorial tridimensional. Oliver Heaviside en Inglaterra escribió columnas en el "Electrician", un periódico comercial, defendiendo el cuadrado positivo. En 1892 reunió su trabajo en Transactions of the Royal Society A donde dice que su sistema vectorial es
simplemente los elementos de los cuaterniones sin cuaterniones, con la notación simplificada al máximo y eliminando el muy inconveniente signo menos antes del producto escalar.
Así pues, la aparición de los cuaterniones hiperbólicos de Macfarlane tuvo alguna motivación, pero la desagradable no asociatividad precipitó una reacción en su contra. Cargill Gilston Knott publicó el teorema siguiente:
Teorema (Knott 1892)
Si un álgebra de cuatro componentes sobre la base {\displaystyle \{1,\,i,\,j,\,k\}} es asociativa y los productos fuera de la diagonal están dados por las reglas de Hamilton, entonces {\displaystyle i^{2}=-\!1=j^{2}=k^{2}}.
Demostración:
{\displaystyle j=ki=(-ji)i=-j(ii)}, entonces {\displaystyle i^{2}=-1}. Contemplar el ciclo de las letras {\displaystyle i}, {\displaystyle j}, {\displaystyle k} para obtener {\displaystyle i^{2}=-1=j^{2}=k^{2}}. QED.
Este teorema necesitaba una declaración para justificar la resistencia a la solicitud de los físicos y de la revista Electrician. El cuasigrupo estimuló un considerable revuelo en la década de 1890: la revista Nature fue especialmente propicia para una exhibición de lo que se sabía al ofrecer dos resúmenes del trabajo de Knott, así como los de varios otros teóricos de vectores. Michael J. Crowe dedica el capítulo seis de su libro A History of Vector Analysis a las diversas opiniones publicadas y señala sobre el cuaternión hiperbólico:
Macfarlane construyó un nuevo sistema de análisis vectorial más en armonía con el sistema Gibbs-Heaviside que con el sistema de cuaterniones. ...él...definió un producto completo de dos vectores que era comparable al producto completo del cuaternión excepto en que la parte escalar era positiva, no negativa como en el sistema anterior.
En 1899 Charles Jasper Joly reparó en el cuaternión hiperbólico y en su propiedad de no ser asociativo mientras atribuía su origen a Oliver Heaviside.
Los cuaterniones hiperbólicos, como el "álgebra de la física", socavan la afirmación de que los cuaterniones ordinarios hacían sobre la física. En cuanto a las matemáticas, el cuaternión hiperbólico es otro número hipercomplejo, como se denominaba a este tipo de estructuras en aquella época. En la década de 1890, Richard Dedekind había introducido el concepto de anillo en el álgebra conmutativa, y el concepto de espacio vectorial estaba siendo abstraído por Giuseppe Peano. En 1899, Alfred North Whitehead promovió el álgebra universal, abogando por su inclusión. Los conceptos de cuasigrupo y álgebra sobre un cuerpo son ejemplos de estructuras matemáticas que describen los cuaterniones hiperbólicos.

## Artículo del cuaternión hiperbólico de Macfarlane de 1900
Las Proceedings of the Royal Society of Edinburgh publicaron el artículo sobre "Cuaterniones hiperbólicos" en 1900, en el que Macfarlane recupera la asociatividad para la multiplicación al revertir la complejificación de los cuaterniones, y empleó algunas expresiones que posteriormente
popularizó Wolfgang Pauli: donde Macfarlane escribió
{\displaystyle ij=k{\sqrt {-1}}}
{\displaystyle jk=i{\sqrt {-1}}}
{\displaystyle ki=j{\sqrt {-1}},}
las matrices de Pauli tienen la forma
{\displaystyle \sigma _{1}\sigma _{2}=\sigma _{3}{\sqrt {-1}}}
{\displaystyle \sigma _{2}\sigma _{3}=\sigma _{1}{\sqrt {-1}}}
{\displaystyle \sigma _{3}\sigma _{1}=\sigma _{2}{\sqrt {-1}}}
mientras se hace referencia a los mismos cuaterniones complejizados.
La frase inicial del artículo es "Es bien sabido que los cuaterniones están íntimamente relacionados con la trigonometría esférica y, de hecho, reducen el tema a una rama del álgebra". Esta afirmación puede verificarse haciendo referencia al trabajo contemporáneo en el análisis vectorial, que trabaja con un sistema de cuaterniones reducido basado en el producto escalar y en el producto vectorial. En el artículo de Macfarlane hay un esfuerzo por producir "trigonometría en la superficie de los hiperboloides equiláteros" a través del álgebra de los cuaterniones hiperbólicos, ahora reidentificados en un anillo asociativo de ocho dimensiones reales. El esfuerzo se ve reforzado por una lámina de nueve figuras en la página 181. Ilustran el poder descriptivo de su método de "análisis espacial". Por ejemplo, la figura 7 es el diagrama de Minkowski común que se usa hoy en la teoría de la relatividad especial para discutir el cambio de velocidad de un sistema de referencia y la relatividad de la simultaneidad.
En la página 173, Macfarlane amplía su teoría mayor de las variables de los cuaterniones. A modo de contraste, señaló que Felix Klein parece no mirar más allá de la teoría de los cuaterniones y la rotación en el espacio.